# Polybia jurinei
Polybia jurinei är en getingart som beskrevs av Henri Saussure 1854. Polybia jurinei ingår i släktet Polybia och familjen getingar. Inga underarter finns listade i Catalogue of Life.